# Квинт Фабий Катуллин
Квинт Фабий Катуллин (лат. Quintus Fabius Catullinus) — римский политический деятель первой половины II века.
В 128 году Катуллин занимал должность легата III Августова легиона, дислоцировавшегося в Нумидии. Во время его легатства провинцию посетил император Адриан, который наблюдал за тренировками солдат легиона и отметил их хорошие боевые качества. В 130 году Катуллин находился на посту ординарного консула вместе с Марком Флавием Апром.